# Бич 67-я улица (линия Рокавей, Ай-эн-ди)
|   |   |   |   |
| · | · | · | · |

|   |   |   |   |
| · | · | · | · |

«Бич 67-я улица» (англ. Beach 67th Street) — станция Нью-Йоркского метрополитена, расположенная на линии Рокавей, Ай-эн-ди. Станция находится в Квинсе, в округе Арверн (полуостров Рокавей), на пересечении Бич 67-й улицы и Рокавей-Фривей. На станции останавливается маршрут A (круглосуточно).
Станция представлена двумя путями и двумя боковыми платформами, имеет эстакадное расположение. Станция обрамлена невысоким забором. Навес имеется на обеих платформах, на их восточной половине. Платформа несколько длиннее, чем стандартная платформа IND. Это объясняется тем, что раньше станцию использовала пригородная железная дорога LIRR. Имеется один выход. Он представлен лестницами и турникетным павильоном в мезонине под платформами. В конце концов лестницы приводят к перекрёстку Бич 67-й улицы и Рокавей-Фривей.
Изначально станция была открыта компанией LIRR в составе железнодорожной ветки на Рокавее под названием Arverne. Станция была наземной. Из-за конфликта между компанией и подрядчиком была возведена другая станция с аналогичным названием (на другой линии). Во избежание путаницы, станцию переименовали в Arverne — Gaston Avenue. Как и все станции на Рокавее, в 1941 году наземная станция была снесена и построен эстакадный аналог бывшей станции. Эстакадная станция проработала в составе LIRR 13 лет — 3 октября 1955 года всю линию приобрела компания МТА, управляющая метрополитеном. Линия была переоборудована для движения метропоездов. В составе Нью-Йоркского метрополитена станция открылась 28 июня 1956 года. В июле 2011 года по решению совета станция была переименована в Beach 67th Street — Arverne By The Sea. Были установлены таблички с новым названием.
К западу от станции расположен Хаммельский треугольник: оба пути поворачивают на север, и кроме того от них ответвляется путь, соединяющий эту ветку линии, восточную, с западной. Этот путь иногда используется для временной организации движения при ремонте путей к северу от треугольника.
Все станции метрополитена в целях безопасности были закрыты в ночь с 29 на 30 октября 2012 года из-за приближавшегося к Нью-Йорку урагана «Сэнди». Эта станция находится в районе, наиболее подвергшемся разрушению. После урагана пути и станция оказались в полуразрушенном состоянии. Вся линия Рокавей, Ай-эн-ди была закрыта. Станция была открыта спустя месяц на участке от Фар-Рокавей — Мотт-авеню до Бич 90-й улицы (через соединительный путь). 30 мая 2013 года восстановлено движение по стандартной схеме.

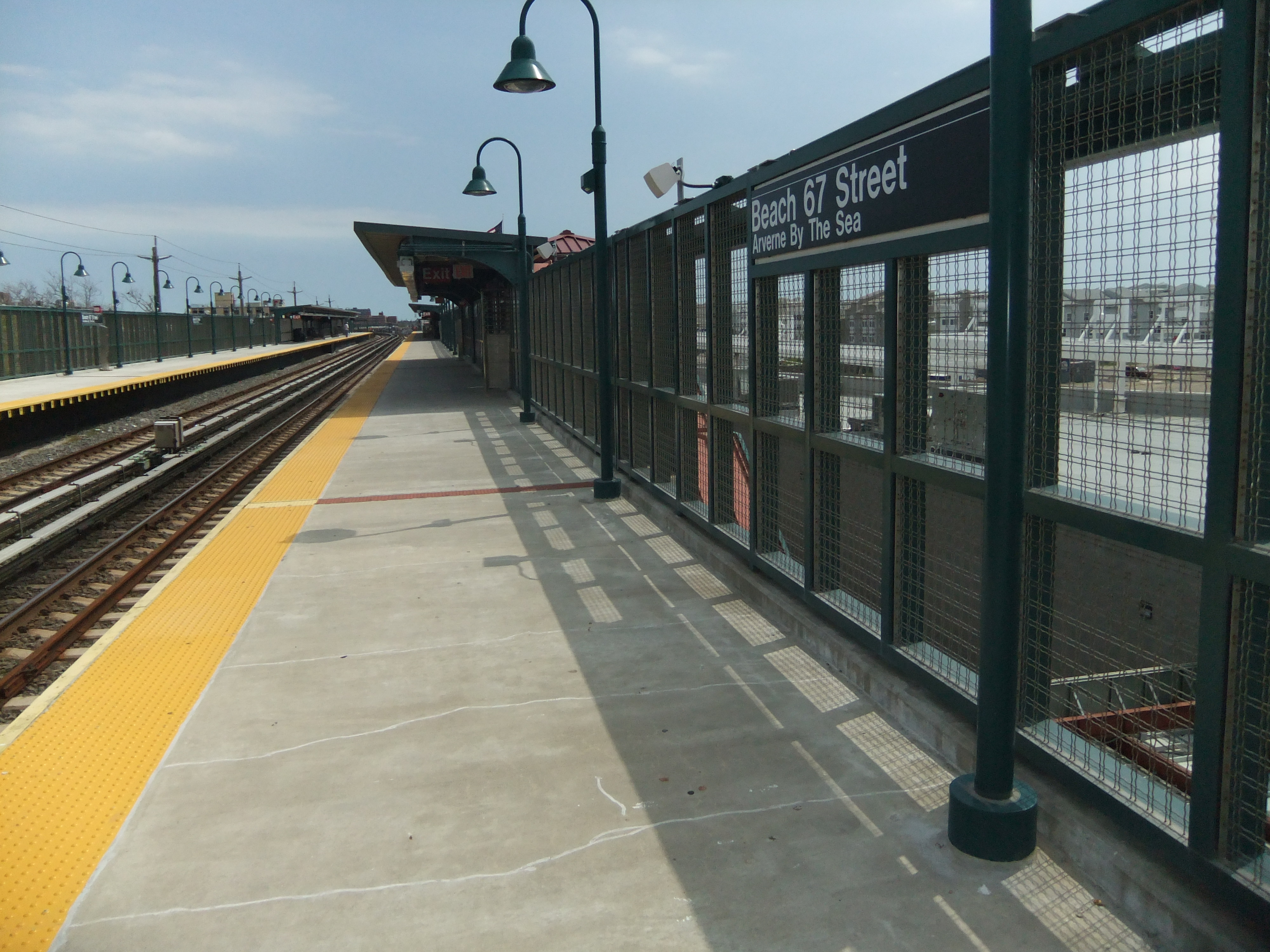
Южная платформа
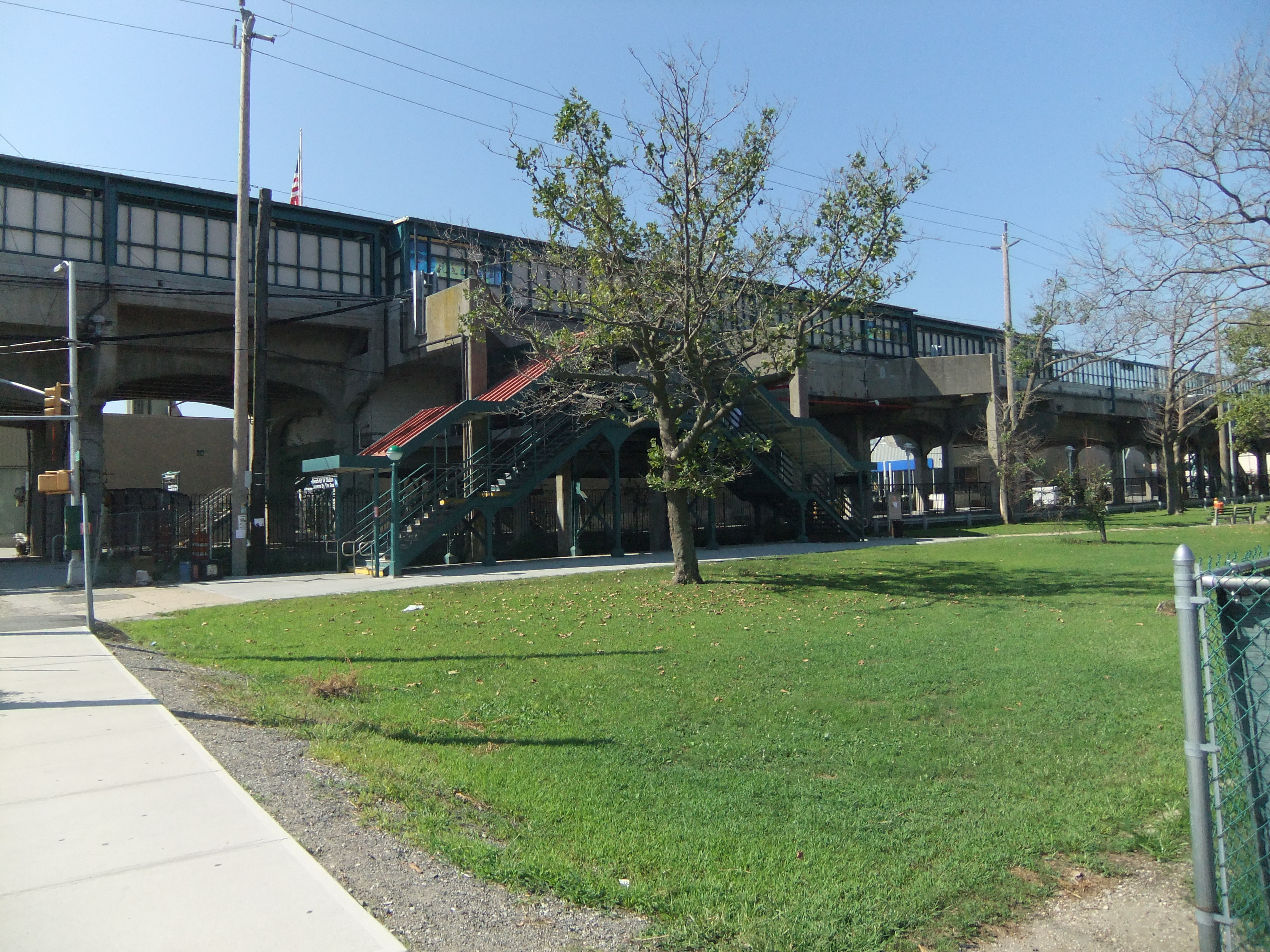
Выход со станции